# Ollie Thorley

a Compétitions nationales et continentales officielles uniquement.

b Matchs officiels uniquement.
Dernière mise à jour le 26 septembre 2023.
Ollie Thorley, né le 11 septembre 1996 à Londres, est un joueur international anglais de rugby à XV jouant en tant qu'ailier à Gloucester en Premiership.

## Biographie

### Carrière en club
Étudiant au Cheltenham College, puis membre de l'académie de Gloucester, il fait ses débuts professionnels avec Gloucester en novembre 2013, alors âgé de 17 ans, lors d'un match en Coupe anglo-galloise, où il cotoie Mike Tindall au centre. C'est sans cette même compétition, en mars 2015, que Thorley devient le plus jeune marqueur d'essai du club contre les Ospreys. Il signe ses débuts en Premiership en avril 2016, tout en étant l'auteur de l'unique essai du match. Il participe aux campagnes de Challenge européen en 2016-2017 et 2017-2018, qui se concluent par deux finales perdues pour Gloucester.
Joueur du mois de novembre 2018 dans le championnat anglais et ayant marqué six essais en 11 apparitions, il est désigné meilleur jeune de la saison 2018-2019 par ses pairs en Angleterre.
Il profite de ses qualités de vitesse pour finir meilleur marqueur d'essais de la saison 2019-2020 de Premiership. Durant cette saison, l'ailier a notamment aplati quatre fois dans l'en-but en première mi-temps contre Leicester. À l'issue de cette saison 2019-2020, il est également retenu dans l'équipe type de Premiership.
Il prolonge avec le club la saison suivante pour une durée de trois ans.
Pendant la saison 2023-2024, il participe à la finale de la coupe d'Angleterre gagnée 23-13 contre les Leicester Tigers. Gloucester remporte alors son premier trophée depuis neuf ans.

### Carrière internationale
Thorley a été sélectionné en équipe d'Angleterre U-18, puis chez les U-20, équipe avec laquelle il devient champion du monde junior en 2016.
Il est appelé pour participer au camp d'entraînement pour le Tournoi des Six Nations 2019 avec l'équipe d'Angleterre, mais doit y renoncer en raison d'une blessure au genou.
Il est de nouveau choisi par Eddie Jones dans le groupe pour le Tournoi des Six Nations en 2020, lors duquel il honore sa première sélection internationale en octobre 2020 en entrant en cours de jeu contre l'Italie (victoire 5-34 et au classement final du tournoi).

## Palmarès

### En club
- Gloucester Rugby
  - Finaliste du Challenge européen en 2017 et 2018.

### En sélection
- Angleterre -18
  - Vainqueur du Championnat d'Europe des moins de 18 ans en 2014.
- Angleterre -20
  - Vainqueur du Championnat du monde junior en 2016.

- Angleterre
  - Vainqueur du Tournoi des Six Nations en 2020.

### Distinctions personnelles
- Meilleur marqueur d'essais du Championnat d'Angleterre en 2020.
- Membre de l'équipe type du Championnat d'Angleterre en 2020.